# Säg, finns en ström som helt från synden renar
Säg, finns en ström som helt från synden renar är en sång med text från 1888 av William Elwin Oliphant. Sången tonsattes 1888 av Celestine Oliphant

## Publicerad i
- Frälsningsarméns sångbok 1929 som nr 135 under rubriken "Helgelse - Helgelsens verk".
- Musik till Frälsningsarméns sångbok 1930 som nr 135.
- Frälsningsarméns sångbok 1968 som nr 218 under rubriken "Helgelse".
- Frälsningsarméns sångbok 1990 som nr 443 under rubriken "Helgelse".